# (35684) 1999 BO5
1999 BO5 (asteroide 35684) é um asteroide da cintura principal. Possui uma excentricidade de 0.01066350 e uma inclinação de 7.72751º.
Este asteroide foi descoberto no dia 16 de janeiro de 1999 por Seiji Ueda e Hiroshi Kaneda em Kushiro.